# Feakle
Feakle (en gaélique : An Fhiacail) est un village du comté de Clare, dans la province de Munster (Irlande).

## Géographie
Il est situé à 10 km au nord-ouest de Scariff, à 30 km au nord-est d'Ennis et à 25 km au sud-est de Gort. Sa population, qui s'élevait à 8 844 habitants en 1837, n'est plus que de 122 habitants (2006). 

## Culture
Feakle accueille chaque année un important festival de musique traditionnelle. 

## Personnalités liées
- Brian Merriman (1749-1805), poète, y est enterré ;
- Kathleen Snavely (1902-2015), supercentenaire née à Feakle ;
- Martin Hayes, né en 1962 à Feakle, violoniste traditionnel.